# Аурифабер, Иоганн
Иоганн Аурифабер (1519—1575) — христианский богослов и проповедник XVI века.

## Биография
Иоганн Аурифабер родился в 1519 году в Мансфельдском графстве. С 1537 по 1540 год изучал богословие в Виттенбергском университете.
С 1540 по 1544 год был воспитателем графа Мансфельда, а в 1545 году вернулся в Витенберг, где сблизился с Мартином Лютером, сопровождал его в последнем путешествии в Лютерштадт-Айслебен и присутствовал при его смерти.
Во время Шмалькальденской войны был священником при саксонском войске; в 1551 году — придворным священником в Веймаре, но лишился своей должности и нашел убежище у графа Мансфельда в Лютерштадт-Айслебене.
В 1566 году Иоганн Аурифабер был священником в Эрфурте, где и умер 18 ноября 1575 года.
В конце XIX — начале XX века на страницах Энциклопедического словаря Брокгауза и Ефрона литературный вклад И. Аурифабера был оценён следующей фразой:
«Заслуга А. заключается в издании трудов Лютера, с 1555—58 было им выпущено большое иенское издание произведений Лютера. В 1564—65 он издал в 2-х томах его рукописи на немецком языке, в 1556 и 1565 г. 2 т. его писем и в 1566 его „Tischreden“.»